# Везиме
Везиме (итал. Vesime) је насеље у Италији у округу Асти, региону Пијемонт.
Према процени из 2011. у насељу је живело 267 становника. Насеље се налази на надморској висини од 224 м.

## Становништво
| 1931. | 1936. | 1951. | 1961. | 1971. | 1981. | 1991. | 2001. | 2011. |
| ----- | ----- | ----- | ----- | ----- | ----- | ----- | ----- | ----- |
| 1.640 | 1.546 | 1.297 | 1.075 | 961   | 834   | 779   | 678   | 661   |